# Антрим (тауншип, Миннесота)
Антрим (англ. Antrim) — тауншип в округе Уотонуан, Миннесота, США. На 2000 год его население составило 291 человек.

## География
По данным Бюро переписи населения США площадь тауншипа составляет 92,7 км², из которых 92,4 км² занимает суша, а 0,3 км² — вода (0,34 %).

## Демография
По данным переписи населения 2000 года здесь находились 291 человек, 115 домохозяйств и 81 семья.  Плотность населения —  3,1 чел./км².  На территории тауншипа расположено 124 постройки со средней плотностью 1,3 построек на один квадратный километр. Расовый состав населения: 94,50 % белых, 1,72 % афроамериканцев, 3,09 % — других рас США и 0,69 % приходится на две или более других рас. Испанцы или латиноамериканцы любой расы составляли 3,78 % от популяции тауншипа.
Из 115 домохозяйств в 27,0 % воспитывались дети до 18 лет, в 70,4 % проживали супружеские пары и в 28,7 % домохозяйств проживали несемейные люди. 25,2 % домохозяйств состояли из одного человека, при том 13,9 % из — одиноких пожилых людей старше 65 лет. Средний размер домохозяйства — 2,53, а семьи — 3,04 человека.
27,8 % населения — младше 18 лет, 3,8 % — в возрасте от 18 до 24 лет, 21,3 % — от 25 до 44, 27,8 % — от 45 до 64, и 19,2 % — старше 65 лет. Средний возраст — 44 года. На каждые 100 женщин приходилось 117,2 мужчин.  На каждые 100 женщин старше 18 приходилось 101,9 мужчин.
Средний годовой доход домохозяйства составлял 35 625 долларов, а средний годовой доход семьи —  41 250 долларов. Средний доход мужчин —  23 750  долларов, в то время как у женщин — 18 333. Доход на душу населения составил 21 739 долларов. За чертой бедности находились 6,6 % семей и 12,2 % всего населения тауншипа, из которых 25,6 % младше 18 лет.